# Velká novina!
Velká novina! (ve francouzském originále Grande nouvelle!) je jednoaktová opereta francouzského skladatele Léa Delibese na libreto Élisy Adam-Boisgontierové. Byla vydána roku 1864 v Journal des demoiselles pro amatérské použití, profesionální premiéra však není zaznamenána.

## Vznik a historie díla
Velká novina! je druhá z drobných operet, které Léo Delibes napsal pro dívčí časopisy; po Dívce ze zálivu (1859) pro Magasin des demoiselles vznikla tato opereta pro Journal des demoiselles. Oba časopisy měly hudební přílohy a vydávaly vedle písní také, zpravidla jednou za rok, drobné divadelní kusy s hudbou. Psali je pro ně i respektovaní skladatelé, byť ne z první řady francouzských autorů, například Louis Clapisson, Victor Massé, François Bazin nebo Ferdinand Poise. Delibesova opereta vyšla v květnovém čísle 32. ročníku Journal des demoiselles v podobě pro hlasy a klavír (tedy bez orchestrace) a byla určena pro provedení amatéry, zejména pro prostředí dívčích škol.
Text k této operetě napsala Élisabeth-Françoise Boisgontierová, rozená Adamová (1819–1876); ta se po separaci od manžela pro „špatné chování“ prosadila jako zpěvačka, textařka a autorka divadelních her pro mládež pod jménem Élisa Adam-Boisgontierová i pod mužským pseodonymem Paul Dubourg. V době vzniku Velké noviny! již často spolupracovala se skladatelem Antoinem Rocheblavem, kterého si po smrti svého prvního manžela (1869) vzala. Text Adam-Boisgontierové Velké noviny! je (stejně jako tomu bylo v případě Dívky ze zálivu) pedagogicky mravoučný – o tom, jak se nevyplácí vymýšlet si uvádět lidi v omyl ze žertu nebo z pomsty – a chybí mu jakákoli milostná zápletka. Je však na rozdíl od sentimentální Dívky ze zálivu komický a v postavách hraběnky, Georgetty a paní Richardové nabízí vykreslenější a dynamičtější ženské charaktery. Přesto je o provozování této druhé Delibesovy operety pro amatéry méně zpráv.

## Osoby
- Hraběnka, mladá žena
- Paní Richardová
- Georgette, 18letá
- Pan Dupas, hraběnčin správce
- Lamouroux, pěstitel
- Simon, pěstitel[2]

## Děj opery
(Náves s mříží hraběnčina zámku)
Vdova po místním justiciárovi, chytrá paní Richardová, a sedlák Lamoureaux netrpělivě čekají na sedláka Simona. Mají totiž dnes podepsat smlouvu, kterou prodají hraběnce své louky za velmi výhodnou cenu. Lamoureaux ještě pochybuje, ale paní Richardová ho kárá za věčnou nespokojenost (č. 1 kuplet Toujours le paysan ruse). Namyšlený hraběnčin správce pan Dupas přichází, aby je odvedl do své kanceláře, a hněvá se na opozdilce. Na poslední chvíli přikvapí i Simon v doprovodu hraběnčiny kmotřenky Georgette. Ta přináší údajnou novinu, že se rozhodlo o trase nové železnice: povede přes vesnici právě přes pozemky našich tří kontrahentů. Georgette jásá nad prosperitou, kterou železnice vsi přiveze (č. 2 árie Nous verrons à notre tour).
Za těchto okolností si ale Simon a Lamoureaux pod vedením paní Richardové chtějí později ještě rozmyslet. Dupas se oboří jak na zdráhající se prodejce, kteří odcházejí si nové informace ověřit, tak na prostořekou dívku, která zmařila podpis smlouvy (č. 3 ansámbl Mais au revoir, le temps nous presse).
Přichází hraběnka. Rozčilený Dupas se před ní chce skrýt, ale nakonec jí musí přiznat, že z koupě prozatím sešlo. Hraběnka se zlobí, že se o železnici dozvídá poslední, ale hlavně proto, že měla v úmyslu pozemky tří prodejců, které sousedí s Georgettinou chalupou, své kmotřence darovat a učinit z ní tak bohatou selskou nevěstu. Teď je jejím snům o rurální idyle pro Georgettu konec (č. 4 kuplet – duet Déjà dans ton étable). Georgette se červená a je celá nesvá…
Paní Richardová, Lamoureaux a Simon se vracejí. Ujistili se, že zpráva o železnici je jen Georgettiným výmyslem – nikdy tudy žádná nepovede. Nyní by rádi smlouvu podepsali a omlouvají se za zpoždění, ale teď je to hraběnka, kdo se zdráhá – zlobí se na Georgettu, která to vše z lehkomyslnosti spískala. Simon a Lamoureux chtějí zasáhnout, ale paní Richardová je drží zpátky: hraběnka prý jistě neodolá tomu, když ji Georgette pokorně odprosí. Tak se i stane (č. 5 romance Ah! par pitié, madame), hraběnka je nakonec ochotna na celou příhodu zapomenout a vyzývá prodejce, aby následovali jejího správce do kanceláře; Georgette se stane selkou, jak si to hraběnka vysnila (č. 6 závěrečný ansámbl Quoi, je serais fermière).